# Torikatsu
Il torikatsu (鶏カツ?, torikatsu) o chicken katsu (チキンカツ?, chikinkatsu), noto anche come pollo al panko, è un piatto giapponese; si tratta di una cotoletta di pollo impanata con il panko.
Il piatto si è diffuso a livello internazionale ed è diventato un piatto comunemente servito in tutto il mondo nei ristoranti di cucina giapponese e asiatica orientale. È strettamente collegato ad un altro piatto della cucina giapponese, il tonkatsu, la tipica cotoletta di maiale fritta.

## Preparazione
Le fette di petto di pollo vengono marinate o semplicemente salate prima di essere infarinate, passate nell'uovo sbattuto e infine impanate col panko.
Come il tonkatsu, il torikatsu viene generalmente servito accompagnato dalla salsa tonkatsu, una densa salsa vegetariana giapponese a base di purea di frutta. Viene consumato per pranzo, assieme a riso o a una zuppa di miso, come parte di un bentō di due o tre portate, oppure come cena, accompagnato da riso e verdure. In alternativa, può essere accompagnato anche da cappuccio tritato.

## Origini
Le origini del torikatsu non sono note nel dettaglio. Certamente è una ricetta relativamente recente: si presume che sia nata durante il Periodo Meiji, quando in Giappone si cominciarono a diffondere pietanze e metodi di cottura occidentali, tra i quali la carne impanata e fritta.

## Diffusione

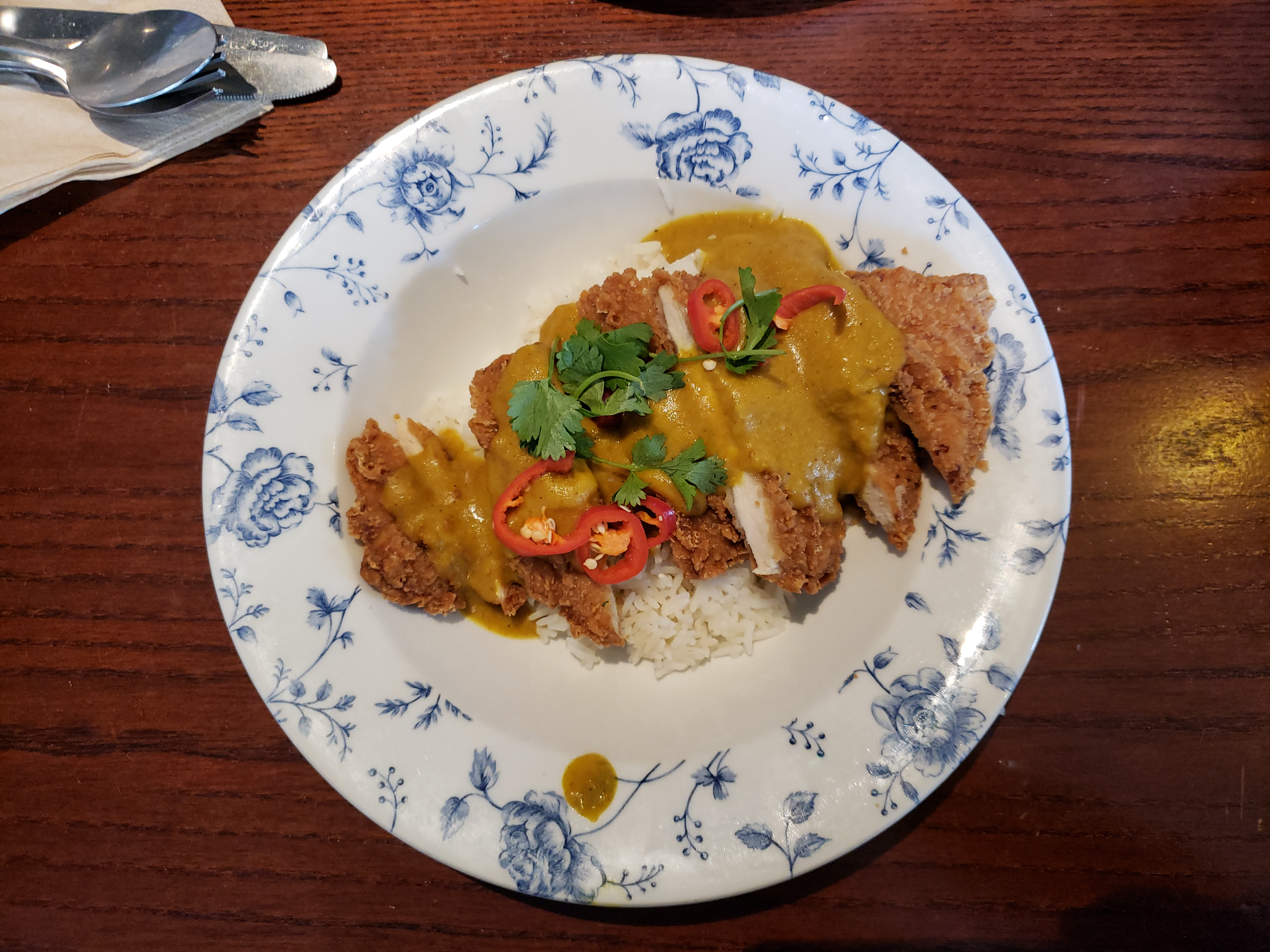
servito in un pub inglese

Alle Hawaii, il torikatsu è molto popolare, più del tonkatsu, e lo sostituisce in piatti come il katsukarē e il katsudon. Si è talmente affermato da essere presente in varianti di piatti tradizionali hawaiiani, com il pā mea ʻai, in cui il torikatsu viene generalmente servito su un letto di cavolo tritato, con una salsa simile alla salsa cocktail.
Anche nel Regno Unito il piatto ha avuto ampio successo, soprattutto come base per il katsukarē nella variante col pollo, tanto che la parola katsu è utilizzata impropriamente come sinonimo di curry giapponese.